# Глибоківська селищна адміністрація
Глибо́ківська селищна адміністрація (каз. Глубокое кенттік әкімдігі, рос. Глубоковская поселковая администрация) — адміністративна одиниця у складі Глибоківського району Східноказахстанської області Казахстану. Адміністративний центр та єдиний населений пункт — селище Глибоке.
Населення — 10677 осіб (2021; 9652 у 2009, 10527 у 1999, 12553 у 1989).
Станом на 1989 рік існувала Глибоківська селищна рада (смт Глибоке).